# Новый Утчан
Новый Утчан — деревня в Алнашском районе Удмуртии, входит в Ромашкинское сельское поселение. Находится в 6 км к западу от села Алнаши и в 91 км к юго-западу от Ижевска.
Население на 1 января 2008 года — 346 человек.

## История
По итогам десятой ревизии 1859 года в 73 дворах казённой деревни Утчан Новый Елабужского уезда Вятской губернии проживали 219 жителей мужского пола и 281 женского, располагалось сельское управление и работала мельница. На 1914 год жители деревни Новый Утчан (Земский Утчан, Средний Утчан) числились прихожанами Свято-Троицкой церкви села Алнаши.
В 1921 году, в связи с образованием Вотской автономной области, деревня передана в состав Можгинского уезда. В 1924 году при укрупнении сельсоветов она вошла в состав Кадиковского сельсовета Алнашской волости, а в 1925 году — в состав Староутчанского сельсовета. В 1929 году упраздняется уездно-волостное административное деление и деревня причислена к Алнашскому району. 1 января 1934 года в деревне Новый Утчан образован колхоз «Выль Ар», в 1936 году он был переименован в колхоз «имени Пастухова».
В 1950 году в результате объединения колхозов соседних деревень образован колхоз «имени Мичурина», центральной усадьбой колхоза стала деревня Новый Утчан. В 1958 году колхоз «имени Мичурина» упразднён и деревня присоединена к объединённому колхозу «Большевик», с центральной усадьбой в селе Алнаши. В том же году деревня Новый Утчан перечислена в Алнашский сельсовет.
В 1991 году Алнашский сельсовет разделён на Алнашский и Ромашкинский сельсоветы, деревня передана в состав нового сельсовета. 16 ноября 2004 года Ромашкинский сельсовет был преобразован в муниципальное образование «Ромашкинское» и наделён статусом сельского поселения.

## Социальная инфраструктура
- Ново-Утчанская средняя школа — 92 ученика в 2008 году[10]
- Ново-Утчанский детский сад